# Catherine Scott
Catherine Scott (ur. 27 sierpnia 1973 w Clarendon) – jamajska lekkoatletka, płotkarka i sprinterka. Największe sukcesy odnosiła jako członkini jamajskiej sztafety 4 × 400 metrów. Trzy razy reprezentowała swój kraj na igrzyskach olimpijskich (1992, 1996, 2000).

## Osiągnięcia
- srebro mistrzostw świata juniorów (Seul 1992)[1]
- srebrny medal[2] Igrzysk olimpijskich (Sydney 2000)
- srebro halowych mistrzostw świata (Lizbona 2001)
- złoty medal Mistrzostw Świata w Lekkoatletyce (Edmonton 2001)
- srebro halowych mistrzostw świata (Birmingham 2003)
- medalistka mistrzostw kraju

## Rekordy życiowe
- bieg na 300 metrów - 36,93 (1996)
- bieg na 400 metrów - 51,65 (2000)
- bieg na 400 metrów przez płotki - 54,93 (2000)
- Bieg na 500 jardów (hala) - 1:04,42 (2001) rekord Jamajki